# Are kommun
Are vald är en kommun i Estland.   Den ligger i landskapet Pärnumaa, i den sydvästra delen av landet, 100 km söder om huvudstaden Tallinn.
Följande samhällen finns i Are vald:
- Are
- Suigu
- Niidu